# Serpophaga cinerea
Serpophaga cinerea е вид птица от семейство Tyrannidae.

## Разпространение
Видът е разпространен в Боливия, Венецуела, Еквадор, Колумбия, Коста Рика, Панама и Перу.